# Panorama Kreuzigung Christi

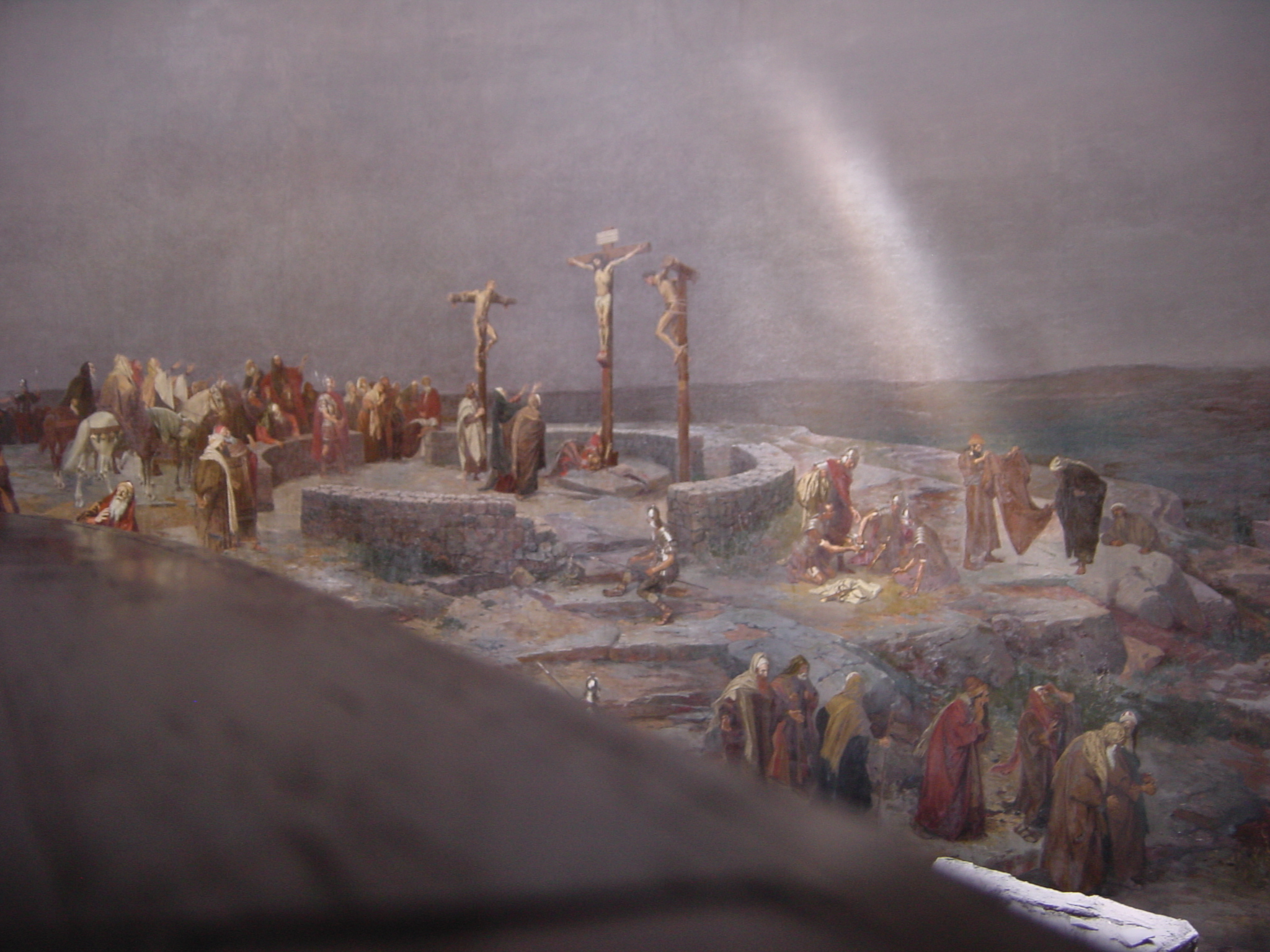
Panorama Kreuzigung Christi

Das Panorama Kreuzigung Christi ist ein monumentales Panoramabild in einem eigens dafür errichteten Museumsgebäude in Altötting, Bayern.

## Geschichte

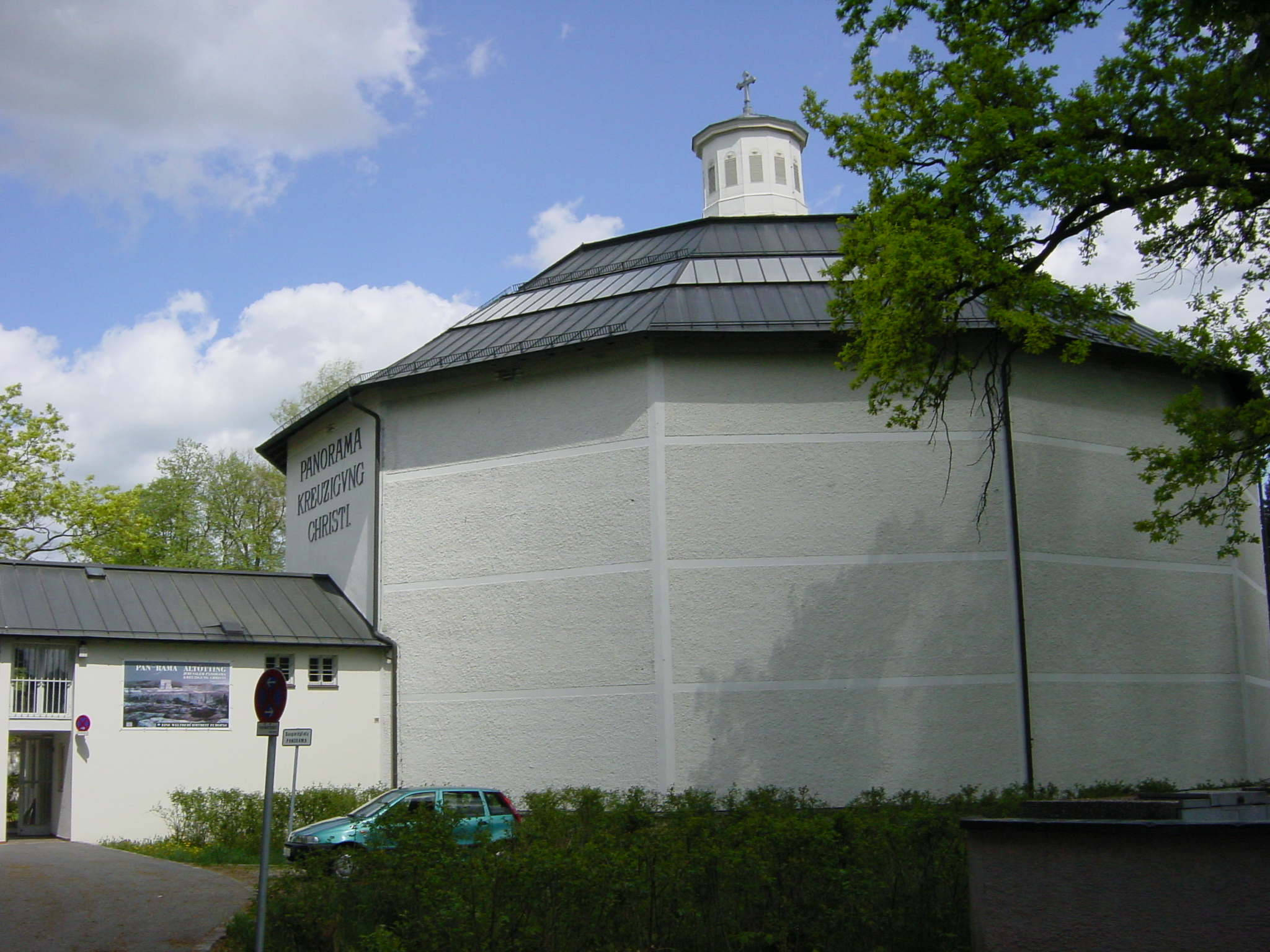
Gebäude Panorama Kreuzigung Christi

Das Panorama ist das einzige im Original erhaltene Panorama mit religiöser Thematik in Europa. Es steht unter dem Kulturgutschutz der Vereinten Nationen und unter dem Denkmalschutz des Freistaates Bayern.
Das Panorama wurde nach einjähriger Bauzeit am 18. Juli 1903 eröffnet. Es wurde ohne Auftrag unter der Führung des leitenden Malers Gebhard Fugel geschaffen. Mitwirkende waren u. a. der Architekt Georg Völkel und der Architekturmaler Karl Nadler, Heinrich Ellenberger war für die zeichnerischen und perspektivischen Vorgaben verantwortlich.
Die panoramistische Historienmalerei will von der historischen Wahrheit ihres Bildgegenstandes überzeugen. Die ausführenden Künstler waren deshalb an genauen Rekonstruktionen von Quellen bemüht. Hierzu wurden nicht nur die Schilderungen der vier Evangelien benutzt, sondern auch die Beschreibungen des jüdisch-römischen Geschichtsschreibers Flavius Josephus. Der Maler Josef Krieger, ein Mitarbeiter Fugels, reiste 1902 zu topographischen Studien ins Heilige Land.

## Panorama Bauwerk
1787 erhielt der irische Maler Robert Barker das Patent auf die Darstellungs- und Kunstform des Panoramas. 1793 errichtete Robert Mitchell im Zentrum von London den ersten Panoramabau im Auftrag von Barker. Nach und nach entwickelte sich in England der spezielle Bautyp Panorama, in der Form eines monumentalen Zentralbaus mit kreisrundem bzw. zwölfeckigem Grundriss mit einer Höhe von 20 Metern und einem Durchmesser von 40 Metern.
Das Bauwerk in Altötting ist ein Mittelstadtpanorama mit 15 Metern Höhe und 30 Meter Durchmesser. Ausgeführt ist das Gebäude als Fachwerkbau in der statischen Konstruktion eines Ein-Mast-Zeltbaus. Seine Ziegelfüllungen sind außen verputzt, das hölzerne Dach wird von einer Mittelsäule getragen, in die Dachfläche ist ein liegendes Fensterband eingebaut, das um die ganze Kuppel führt.

## Panoramagemälde
Das Gemälde misst 12 Meter in der Höhe und hat einen Umfang von 95 Metern. 27 Stoffbahnen mussten dafür aneinander gereiht werden. Die bemalte Bildfläche beträgt 1200 m². Der Besucher des Panoramas kann sich auf einem Podium frei bewegen und umsehen. Die von Gustl Weishappel gesprochene Audioführung dauert ca. 20 Minuten, erfolgt über vier Lautsprecher und wird durch Lichtpunkte unterstützt.
Der Rundblick versetzt den Besucher in das Jahr 33 und beginnt in der Tempelstadt des von einer Burgmauer umzogenen antiken Jerusalems. Über der Stadt liegt die Düsternis des Chamsins, der die Umstellung einer Wetterlage ankündigt. Der Blick fällt auf das Prätorium, in dem der Statthalter des römischen Kaisers Tiberius, Pontius Pilatus, in der abgelegenen Provinz Judäa seines Amtes waltete. Daneben sieht man die Versammlungsstätte des Hohen Rates und in der Oberstadt das Haus des letzten Abendmahls. Jenseits der Mauern schweift der Blick des Betrachters in das Heilige Land auf die Straße nach Bethlehem. In sicherem Abstand, im Garten der Villa Josefs von Arimathäa, verfolgen einige Jünger mit angstvollen Blicken die Hinrichtung in Golgota. Mittelpunkt ist die Darstellung der Kreuzigungsszene. Auf dem Felsplateau steht eine Gruppe von Frauen: Maria, die Mutter Jesu, Maria von Magdala, Susanna und Johanna.
Das Panorama in Altötting vereinigt Ereignis-, Landschafts- und Städtepanorama und versetzt den Betrachter in die künstlerisch gestaltete Illusion, Beobachter der Stadt Jerusalem während der Kreuzigung Christi zu sein.